# Art Mollner
Arthur Owen "Art" Mollner, född 20 december 1912 i Saranac Lake, död 16 mars 1995 i Westlake Village, var en amerikansk basketspelare.
Mollner blev olympisk mästare i basket vid sommarspelen 1936 i Berlin.